# Simon Van de Voorde
Simon Van de Voorde (Leuven, 19 december 1989) is een Belgisch volleyballer. Hij speelt als middenaanvaller. 

## Levensloop
Van de Voorde begon met volleyballen bij VC Heverlee, op jeugdniveau was hij actief bij Wevok Sint-Joris-Weert. In dezelfde periode maakte hij ook deel uit van het jeugdteam van België. Hierbij won hij de bronzen medaille op het Europees Kampioenschap pre-junioren in 2007. Hij liep school aan de Topsportschool Vilvoorde. In 2008-09 maakte hij zijn debuut als professioneel volleybalspeler in de Eredivise. Hij verdedigde hier de kleuren van VC Averbode. Vervolgens speelde hij vier seizoenen bij Noliko Maaseik, waarmee hij twee landstitels (2011 en 2012), twee edities van de Beker van België (2010 en 2012) en driemaal de Supercup (2009, 2011 en 2012) won. Op Europees niveau bereikte hij in 2010 de Final Four van de CEV Cup. Hij behaalde hier een derde plaats en werd uitgeroepen tot beste blokker van het toernooi. 
In het seizoen 2013-2014 speelde hij voor het eerst in een buitenlandse competitie en ging hij aan de slag bij het Poolse Jasterzebski Wegiel. Hier werd een derde plaats in de eindstand van de Plusliga behaald. Europees raakte hij in de Final Four Champions League waar ook een bronzen medaille werd behaald. Voor het seizoen 2014-2015 tekende hij een contract bij het Italiaanse Andreoli Latina. Latina eindigde zesde in de competitie en Van de Voorde werd uitgeroepen tot beste middenman en beste blokker van de Italiaanse serie A1. Nadien tekende hij een contract voor twee jaar bij de Italiaanse landskampioen  Itas Diatec Trentino. Met deze club werd hij in 2016-'17 vice-landskampioen en was hij tweemaal finalist in de Beker van Italië (2016 en 2017). Daarnaast bereikte hij er in 2015-'16 de finale van de Champions League en in 2016-'17 die van de CEV Cup. In de Champions League bleek Zenith Kazan te sterk en in de CEV Cup werd verloren van Tours VB. Ook behaalde hij met Trentino brons op het Wereldkampioenschap voor clubs in 2016-'17. Vervolgens was hij aan de slag bij het Iraanse Paykan Tehran en het Poolse KPS Stocznia Szczecin. Deze club - die met financiële problemen kampte - verliet hij in december 2018, waarna hij uitkwam voor het Italiaanse Emma Villas Siena en vervolgens Lindemans Aalst. Sinds 2022 komt hij uit voor Axis Guibertin.
Hij verdedigde ook zijn landskleuren. Van de Voorde debuteerde bij de nationale equipe in 2008. In 2013 won hij met de Red Dragons de Europese volleyballeague en promoveerde ze naar de World League.